# São João da Ponte (kommun)
São João da Ponte är en kommun i Brasilien.   Den ligger i delstaten Minas Gerais, i den sydöstra delen av landet, 400 km öster om huvudstaden Brasília. Antalet invånare är 25 362.
Följande samhällen finns i São João da Ponte:
- São João da Ponte

Omgivningarna runt São João da Ponte är huvudsakligen savann. Runt São João da Ponte är det glesbefolkat, med 16 invånare per kvadratkilometer.